# Dolný vrch (płaskowyż)

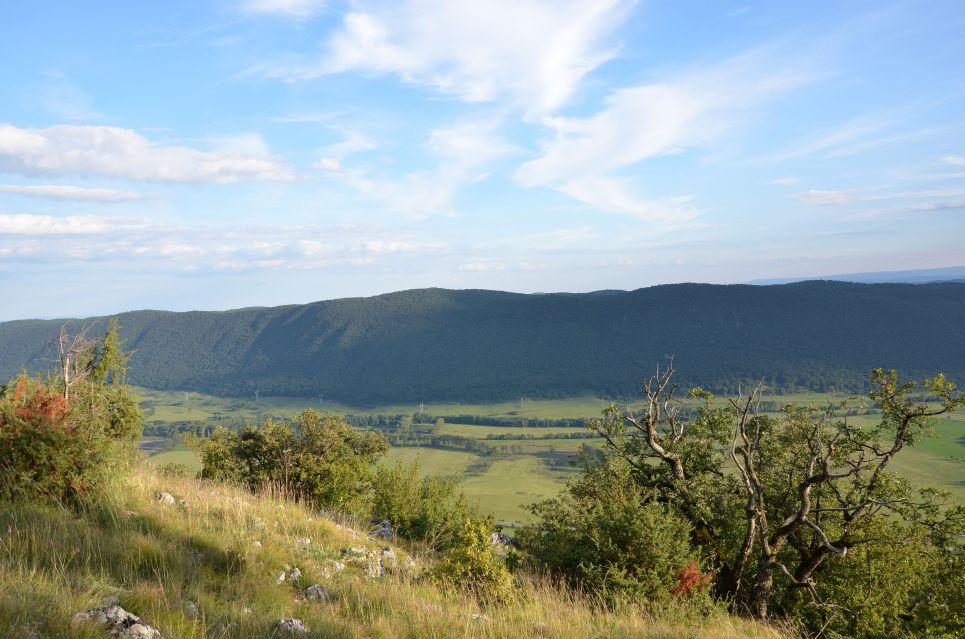
Dolný vrch oglądany z Horného vrchu

Dolný vrch (węg. Alsó-hegy; pol. Dolny Wierch) – krasowy płaskowyż w południowo-wschodniej Słowacji, wchodzący w skład Krasu Słowacko-Węgierskiego w Wewnętrznych Karpatach Zachodnich.

## Położenie i granice
Płaskowyż Dolnego Wierchu znajduje się w południowo-wschodniej części Krasu. Ciągnie się z zachodu na wschód zwężającym się pasem długości ok. 17 km. Jego zachodnią granicę wyznacza się często w strefie wyraźnego obniżenia morfologicznego między wzniesieniem Bukovego vrchu (502 m n.p.m.) na zachodzie i Nižnego vrchu (węg. Öreg-tető; 451 m n.p.m.) wschodzie, rozwiniętego ponad Silicką Jablonicą. Inne źródła przesuwają tę granicę dalej na zachód, aż po zamknięcie Sokoliej doliny w rejonie Sokolej Skały (skraj Płaskowyżu Silickiego).
Na północy płaskowyż ogranicza Kotlina Turniańska i dolina źródłowego toku rzeki Turňa, poza którymi ciągnie się podobny, choć nieco wyższy (stąd obie nazwy) Płaskowyż Górnego Wierchu. Od południa i południowego wschodu granicę stanowi dolina Bodvy. W kierunku wschodnim Płaskowyż Dolnego Wierchu, wyraźnie się zwężając i obniżając, zanika w końcu w widłach obu wspomnianych wyżej cieków wodnych w rejonie wsi Dvorníky-Včeláre (na północy) i Hosťovce (na południu).
Mniej więcej w podłużnej osi pasma Dolnego Wierchu wytyczona została granica państwowa słowacko-węgierska.

## Geomorfologia
Północne zbocza płaskowyżu opadają ku Kotlinie Turniańskiej. Osiągają wysokość 200–350 m. Są strome, ich nachylenie w partiach centralnych i wschodnich wynosi 35-40 stopni, a lokalnie może sięgać i więcej. Najmniej nachylone są zbocza w części zachodniej, gdzie wysokość płaskowyżu względem Kotliny Turniańskiej jest najmniejsza. Zbocza te są w dużej mierze skaliste, w wielu miejscach porozcinane żlebami, których powstawanie może mieć podłoże tektoniczne. Zbocza południowe są nieznacznie niższe, nie sięgają ponad 300 m. Jedynie we wschodniej części są bardzo strome i skaliste.
Szerokość pasa Płaskowyżu Dolnego Wierchu maleje od ok. 3,5 km w części zachodniej do 300 m i mniej na wschodzie.
Powierzchnia płaskowyżu jest dość wyrównana i nieznacznie nachylona ku południu. Wznosi się ona na wysokość od 400–450 m n.p.m. w części zachodniej i wschodniej do ok. 500-550 w części centralnej. Poszczególne wzniesienia wykraczają ponad te poziomy nie więcej niż o 30–50 m. Najwyższe „szczyty” płaskowyżu grupują się w jego części centralnej. Najwyższym z nich jest Pavlovský vrch (611 m n.p.m.). Inne najwyższe szczyty to Žmeň (579 m n.p.m.) i Havraní vrch (574 m n.p.m.) po stronie słowackiej oraz Nagy Kopasz-Gally (Wielki Goły Wierch; 554 m n.p.m.) i Kis Kopasz-Gally (Mały Goły Wierch; 553 m n.p.m.) po stronie węgierskiej.

## Geologia
Budowa geologiczna płaskowyżu jest zupełnie jednolita. Praktycznie cały jego zrąb budują jasne wapienie tzw. wettersteinskie pochodzenia lagunarnego (w mniejszym stopniu rafowego), pochodzące ze środkowego i młodszego triasu. Zachodni koniec płaskowyżu wyznacza, w zależności od wersji, bądź to pas marglistych i piaszczystych łupków pochodzących ze starszego triasu, pojawiających się nad Silicką Jablonicą, bądź też dalej na zachód występujący obszar podobnych skał niekrasowiejących nad Silicą.
Nieprzepuszczalne warstwy werfeńskie widoczne są również u północnych podnóży płaskowyżu na krótkim, 2-kilometrowym odcinku na wysokości Hrhova. W ich nadkładzie pojawia się wąski pas ciemnoszarych wapieni gutensteinskich. Wzgórze Veľký Paklán (267 m n.p.m.), oddzielające się wyraźnie od północnego zbocza płaskowyżu, budują już piaszczyste wapienie „paklianskie”, pochodzące ze starszego triasu i zaliczane do płaszczowiny turniańskiej.

## Zjawiska krasowe
Na Płaskowyżu Dolnego Wierchu znajdziemy ogromne bogactwo zjawisk krasowych, zarówno z obszaru krasu powierzchniowego, jak i podziemnego.
Zarejestrowano tu 254 znane jaskinie, z czego 139 to jaskinie o rozwinięciu głównie pionowym (81 na Słowacji, 58 na Węgrzech), a 115 to jaskinie o dominującym rozwinięciu poziomym (78 na Słowacji, 37 na Węgrzech). Najgłębszymi jaskiniami po stronie słowackiej są priepasť Hlinoš (105 m) i Obrovská priepasť (100 m), a po stronie węgierskiej przepaść Vecsem-buki zsomboly (246 m).

## Ochrona przyrody
Północną, słowacką część płaskowyżu obejmuje w ogromnej większości Park Narodowy Kras Słowacki. Wyjątkiem jest tu skrajnie wschodni kraniec płaskowyżu, „wygryziony” już w znacznej części przez dwa wielkie kamieniołomy wapieni w miejscowościach Dvorníky-Včeláre (Lom Včlaré) i Hosťovce (Lom Hosťovce). Węgierską część płaskowyżu obejmuje również prawie w całości Park Narodowy Krasu Węgierskiego (węg. Aggteleki Nemzeti Park).

## Turystyka
Po stronie słowackiej jedynym znakowanym szlakiem turystycznym jest wyznakowany kolorem żółtym szlak Silická Jablonica – Drieňovec – Silička, biegnący dalej do Silicy. Znacznie gęstsza sieć szlaków znajduje się po południowej stronie granicy. Udostępniają one centralne i zachodnie partie węgierskiej części płaskowyżu, w tym m.in. ruiny zamku Szádvár.